# Aulo Ostilio Mancino
Aulo Ostilio Mancino (in latino Aulus Hostilius Mancinus; fl. II secolo a.C.) è stato un politico romano del II secolo a.C. appartenente alla gens Hostilia.

## Biografia
Fu nominato pretore urbano nel 180 a.C. e divenne console nel 170 a.C. con Aulo Atilio Serrano. In quel periodo Roma era alle prese con Perseo di Macedonia in quella che verrà poi chiamata la terza guerra macedonica, pertanto Ostilio prese il comando delle truppe romane in Macedonia, rilevando il precedente console Publio Licinio Crasso. Della sua condotta militare non si sa molto, in quanto i racconti di Livio di questa parte della storia romana sono incompleti. Sembra tuttavia che egli abbia avuto una tattica difensiva, anche se è certo che agli inizi del 169, dopo aver passato l'inverno nella Tessaglia, cercò di entrare in Macedonia senza però riuscirvi per l'opposizione delle forze di Perseo. Subito dopo, nella primavera del 169, venne sostituito al comando delle truppe dal nuovo console Quinto Marcio Filippo. Pur non essendo stato artefice di alcuna azione militare importante, Aulo Ostilio venne ricordato per il modo in cui aveva mantenuto l'ordine e l'efficienza dei suoi soldati e per la correttezza della sua condotta verso gli alleati.
Potrebbe essere il promulgatore della Lex Hostilia sui diritti di difesa delle persone prigioniere o assenti per cause di servizio.